# Johann Friedrich Blumenbach – Online
Das Projekt Johann Friedrich Blumenbach – Online ist ein Editionsprojekt der Niedersächsischen Akademie der Wissenschaften zu Göttingen. Ziel des Projekts ist eine digitale Edition der Publikationen und der naturwissenschaftlichen Sammlungen des Göttinger Naturforschers Johann Friedrich Blumenbach (1752–1840).

## Geschichte und Struktur des Projekts

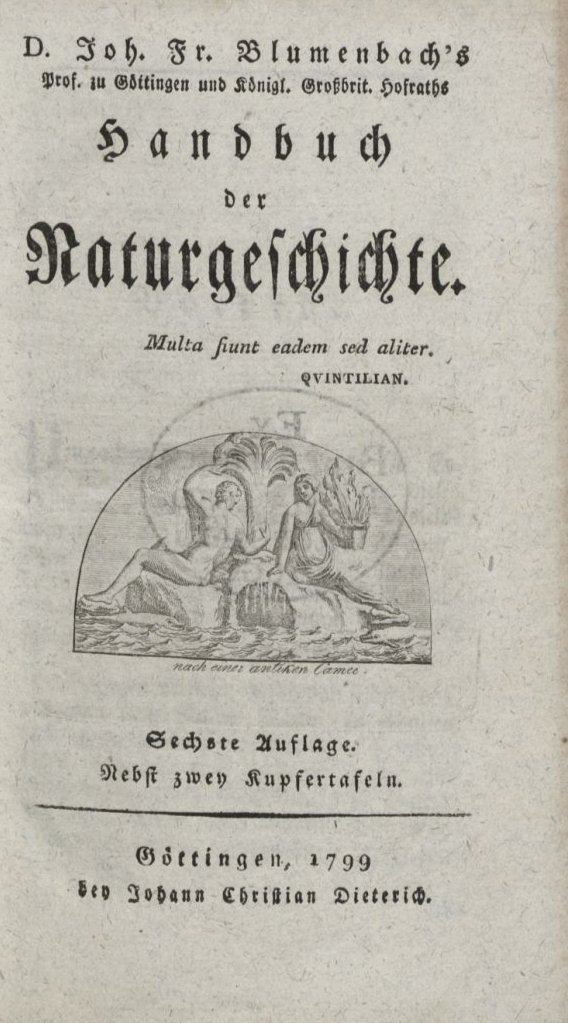
Johann Friedrich Blumenbach: Handbuch der Naturgeschichte. 6. Auflage, 1799. Blumenbachs Handbuch war um 1800 europaweit ein Standardwerk für Naturforscher.

Das Projekt ist Teil des Akademienprogramms der Union der deutschen Akademien der Wissenschaften, des größten geisteswissenschaftlichen Forschungsprogramms der Bundesrepublik Deutschland. Es ist auf eine Dauer von 15 Jahren angelegt und begann seine Arbeit im Januar 2010. Es ist konzipiert als Kooperation zwischen drei institutionellen Hauptpartnern: der Akademie der Wissenschaften zu Göttingen, der Georg-August-Universität Göttingen – insbesondere als Eigentümerin der Blumenbachschen Sammlungen naturhistorischer Objekte –, und der Niedersächsischen Staats- und Universitätsbibliothek Göttingen (SUB Göttingen) als Aufbewahrungsort der großen Mehrheit schriftlicher Blumenbachiana und als Partner bei der Entwicklung moderner Forschungs- und Informationsinfrastrukturen. Ebenfalls beteiligt ist das an der Bibliothek angesiedelte Göttinger Digitalisierungszentrum (GDZ). Die Arbeitsstelle des Projekts befindet sich in Göttingen.

## Gegenstand und Zielsetzung des Projekts
Das Projekt Johann Friedrich Blumenbach – Online bearbeitet die Publikationen und die naturhistorischen Sammlungen des Göttinger Naturforschers Johann Friedrich Blumenbach (1752–1840). Ziel ist eine digitale Ausgabe seiner Werke und der erhaltenen Sammlungsobjekte. Das Vorhaben umfasst eine digitale Neuausgabe von Blumenbachs Originaltexten nebst deren Übersetzungen und Folgeauflagen, eine Rekonstruktion seiner Sammlung naturhistorischer Objekte, die Verknüpfung von digitalisierten Texten und Objekten durch Hyperlinks, die Erschließung der Korrespondenz Blumenbachs und biographische Studien zu Blumenbach. Es leistet damit einen Beitrag zur Erschließung der Primärquellen zur Kulturgeschichte der Spätaufklärung und der Romantik. Dies ist besonders bedeutsam in Hinblick auf das Aufkommen der neuzeitlichen Naturwissenschaften in dieser Epoche.

### Historischer Hintergrund

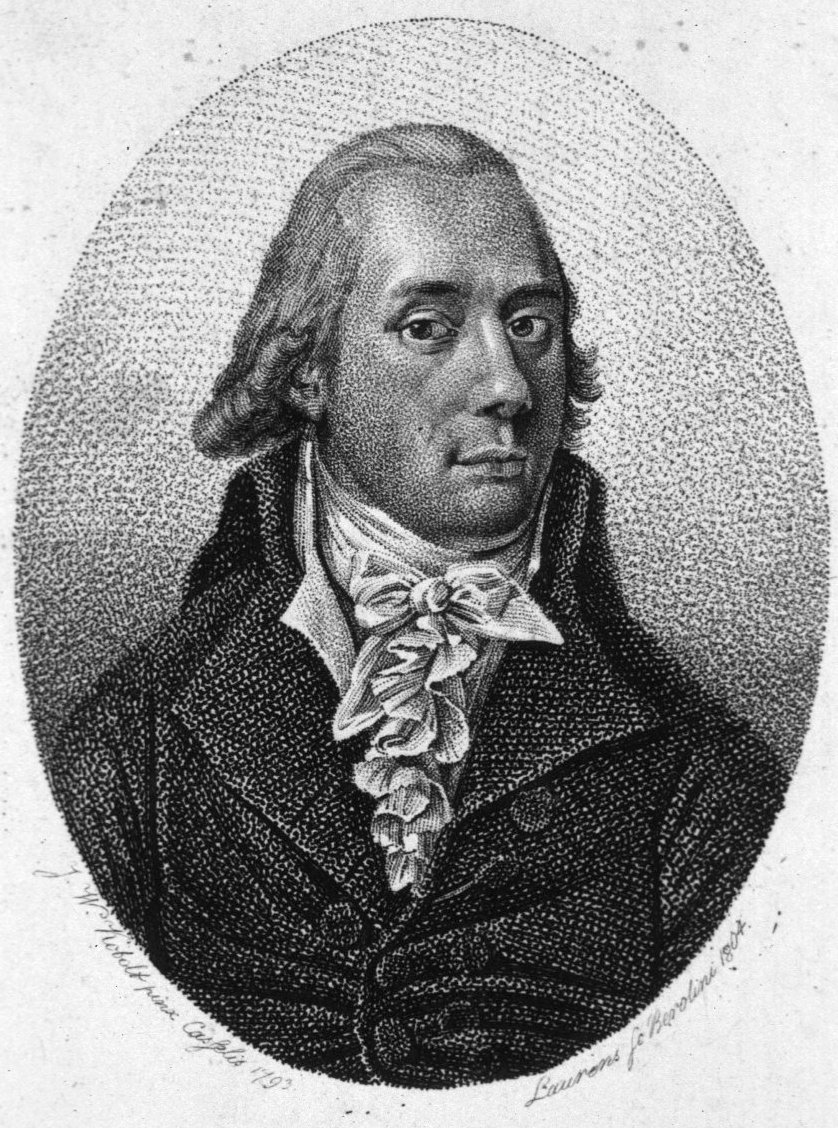
Johann Friedrich Blumenbach. Kupferstich von Johann Daniel Laurens (1804) nach einem Gemälde von Johann Werner Kobolt (1793).

Das wissenschaftliche Werk Johann Friedrich Blumenbachs gehört in den Zusammenhang der wissenschaftlichen Umbrüche der Zeit zwischen der Mitte des 18. und der Mitte des 19. Jahrhunderts. Vergleichbar mit der kopernikanischen Wende dreihundert Jahre zuvor reduzierten diese Umbrüche in den Bio- und Geowissenschaften die relative Bedeutung der menschlichen Existenz. Während die frühneuzeitliche Astronomie dies in Hinblick auf den Weltraum tat, stand im 18. und 19. Jh. die zeitliche Dimension der Existenz zur Diskussion. Es ging um das, was Wolf Lepenies „das Ende der Naturgeschichte“ genannt hat, also um den Übergang von einer statisch verstandenen, atemporalen Naturgeschichte zu einer temporalisierten Geschichte der Natur. Dabei wurde erkannt, dass die Erdgeschichte auch eine prähistorische Phase umfasst, und das immer höher veranschlagte, die biblische Chronologie weit übersteigende geologische Alter der Erde trieb u. a. eine Säkularisierung der Geo- und Biowissenschaften voran.

### Arbeitsweise und Zielsetzung
Von allen Publikationen Blumenbachs werden hochauflösende Farbdigitalisate (digitale Faksimiles) und elektronische Textversionen, sog. „Volltexte“, erstellt. Die Volltexte sind mit Computerprogrammen durchsuchbar und analysierbar und enthalten kodierte Zusatzinformationen (Strukturauszeichnungen im Dokumentenformat TEI P5 Best Practice Level 3; semantische Auszeichnung nach TEI P5 Best Practice Level 5). Diese für den Leser nicht sichtbaren Kodierungen unterstützen digitale Werkzeuge zur Analyse des Textes.
Die ca. 5.000 Sammlungsobjekte, die aus Blumenbachs Zeit erhalten sind, werden in einer Datenbank dokumentiert (2D- und 3D-Abbildungen), fachwissenschaftlich identifiziert und wissenschaftshistorisch erschlossen, z. B. durch die Ermittlung von Fundort, Donator oder Zeitpunkt des Sammlungseingangs.
Für die Nutzung der Volltexte und der Datenbank der Sammlungsobjekte entsteht ein Online-Portal mit digitalen Werkzeugen zum Durchsuchen, Vergleichen und Analysieren des Materials. Seit 2018 stehen auf der Website des Projekts vorläufige, durchsuchbare Textversionen von Blumenbachs Publikationen und umfangreiches Begleitmaterial (Gesamtbibliographie; Verzeichnis von zeitgenössischen Rezensionen der wichtigsten Monographien Blumenbachs; biographische Informationen; thematisch gegliederte Bibliographie der Forschungsliteratur zu Blumenbach; Verzeichnisse zu Korrespondenz, Vorlesungsankündigungen und studentischen Vorlesungsmitschriften) zur Verfügung.